# Tiroteos del fin de semana del Día de la Independencia de 1999
Los Tiroteos del Fin de Semana del Día de la Independencia de los Estados Unidos de 1999 fueron una serie de tiroteos que tuvieron lugar en los estados de Illinois e Indiana, en los Estados Unidos de América, en 1999.

## Historia

### Resumen de los hechos
Durante el fin de semana del 4 de julio de 1999, el supremacista blanco Benjamin Smith atacó a varios judíos ortodoxos y a miembros de minorías raciales y étnicas en una serie de varios tiroteos que duró tres días, en los estados de Illinois e Indiana, después de lo cual se suicidó. Smith era neonazi y miembro de la Iglesia Mundial del Creador (World Church of the Creator). Smith era un seguidor de la organización supremacista blanca actualmente conocida como Movimiento de la Creatividad, y fue un devoto discípulo del líder del grupo, Matthew Hale. Dos días después de que a Hale se le negara una licencia para ejercer la abogacía en el estado de Illinois, Smith cargó su Ford Taurus azul claro con armas de fuego y municiones e inició varios tiroteos durante tres días en dos estados, matando a dos personas e hiriendo a otras nueve.
En la noche del viernes 2 de julio, Smith disparó e hirió a nueve judíos ortodoxos en varios tiroteos desde su vehículo en el vecindario de West Rogers Park en Chicago. Smith luego disparó y mató al exentrenador de baloncesto de la Universidad del Noroeste, Ricky Byrdsong, un ciudadano afroamericano, frente a dos de sus tres hijos, mientras caminaban frente a la casa de Byrdsong ubicada en Skokie, Illinois. Al día siguiente de los hechos, Smith viajó a Urbana (Illinois), a Springfield (Illinois) y a Decatur (Illinois), donde disparó e hirió a un ministro religioso afroamericano. El domingo 4 de julio, el día de la fiesta nacional, Smith viajó a Bloomington (Indiana), donde mató a Won-Joon Yoon, un estudiante coreano de posgrado de economía de la Universidad de Indiana Bloomington de 26 años, que se dirigía de camino a la iglesia, y era miembro de la Iglesia metodista unida de Corea.
Smith disparó e hirió a nueve personas. El domingo 4 de julio, mientras huía de la policía en medio de una persecución a alta velocidad, en una autopista del sur de Illinois, Smith se disparó a sí mismo dos veces en la cabeza y estrelló su automóvil contra un poste de metal. Luego se disparó de nuevo, en el corazón, esta vez fatalmente. Fue declarado muerto en el hospital.

### Won-Joon Yoon
Alrededor de 2.000 personas asistieron al servicio conmemorativo de Won-Joon Yoon en el Centro de Artes Musicales de la Universidad de Indiana el 12 de julio de 1999. La Fiscal general de los Estados Unidos, Janet Reno, habló en el servicio conmemorativo. La Universidad de Indiana creó una beca para honrar a Won-Joon. Cada 4 de julio, la Iglesia Metodista Unida de Corea celebra un servicio religioso matutino para recordar a Yoon, quien fue asesinado cuando se dirigía al servicio dominical de la iglesia.

### Ricky Byrdsong
La viuda de Ricky Byrdsong estableció la Fundación Ricky Byrdsong "para detener la creciente epidemia de odio y violencia en nuestra sociedad y por nuestra juventud". La fundación realiza una serie de eventos en Evanston (Illinois) y sus alrededores, la más conocida es la "Carrera contra el odio", una carrera de 5 km que se lleva a cabo anualmente a fines de junio en Evanston. La "Carrera contra el odio", atrae a varios miles de corredores. En 2009, se celebró una carrera de 10.000 metros, en el décimo aniversario de la "Carrera contra el odio".

### Demanda judicial
Una de las víctimas presentó una demanda contra la Iglesia Mundial del Creador y su líder Matthew Hale, los padres de Smith y la persona acusada de vender armas a Smith sin licencia. 

### Biografía del agresor
Benjamin Nathaniel Smith (22 de marzo de 1978 - 4 de julio de 1999) nació y creció en Wilmette, Illinois. Smith asistió a la escuela secundaria New Trier Township High School ubicada en Winnetka (Illinois). Durante ese tiempo, agredió a un oficial de policía de Skokie, Illinois, y se declaró culpable de dos cargos de agresión menor, posteriormente fue transferido a la escuela secundaria Mary D. Bradford ubicada en Kenosha, Wisconsin.
En su último año de instituto, no aparece su fotografía en el álbum de fotos de su promoción, pero en una ocasión escribió: Sic semper tyrannis (así siempre a los tiranos), esta frase la gritó John Wilkes Booth después de asesinar al presidente Abraham Lincoln.
Después de graduarse en el instituto, Smith asistió a la Universidad de Illinois en Urbana-Champaign. Smith abandonó la universidad en 1998 después de varios conflictos con las autoridades del campus. Después de abandonar los estudios, fue transferido a la Universidad de Indiana Bloomington ubicada en Bloomington (Indiana). La policía informó que Smith era conocido por repartir panfletos llenos de odio contra judíos, negros y asiáticos en los campus universitarios. En octubre de 1998, Smith apareció en el canal de televisión WTIU de la Universidad de Indiana Bloomington.
Smith era un seguidor de la organización supremacista blanca actualmente conocida como Movimiento de la Creatividad, y fue un devoto discípulo del líder del grupo, Matthew Hale. Dos días después de que a Hale se le negara una licencia para ejercer la abogacía en Illinois, Smith cargó su Ford Taurus azul claro con armas y municiones y cometió la brutal masacre.